# Brokesie listová
Brokesie listová, též chameleonek listovitý, Rhampholeon spectrum je drobný ještěr blízce příbuzný chameleonům. Žije skrytým způsobem života na zemi v tropickém deštném pralese, a tvarem i barvou připomíná suchý list.

## Popis

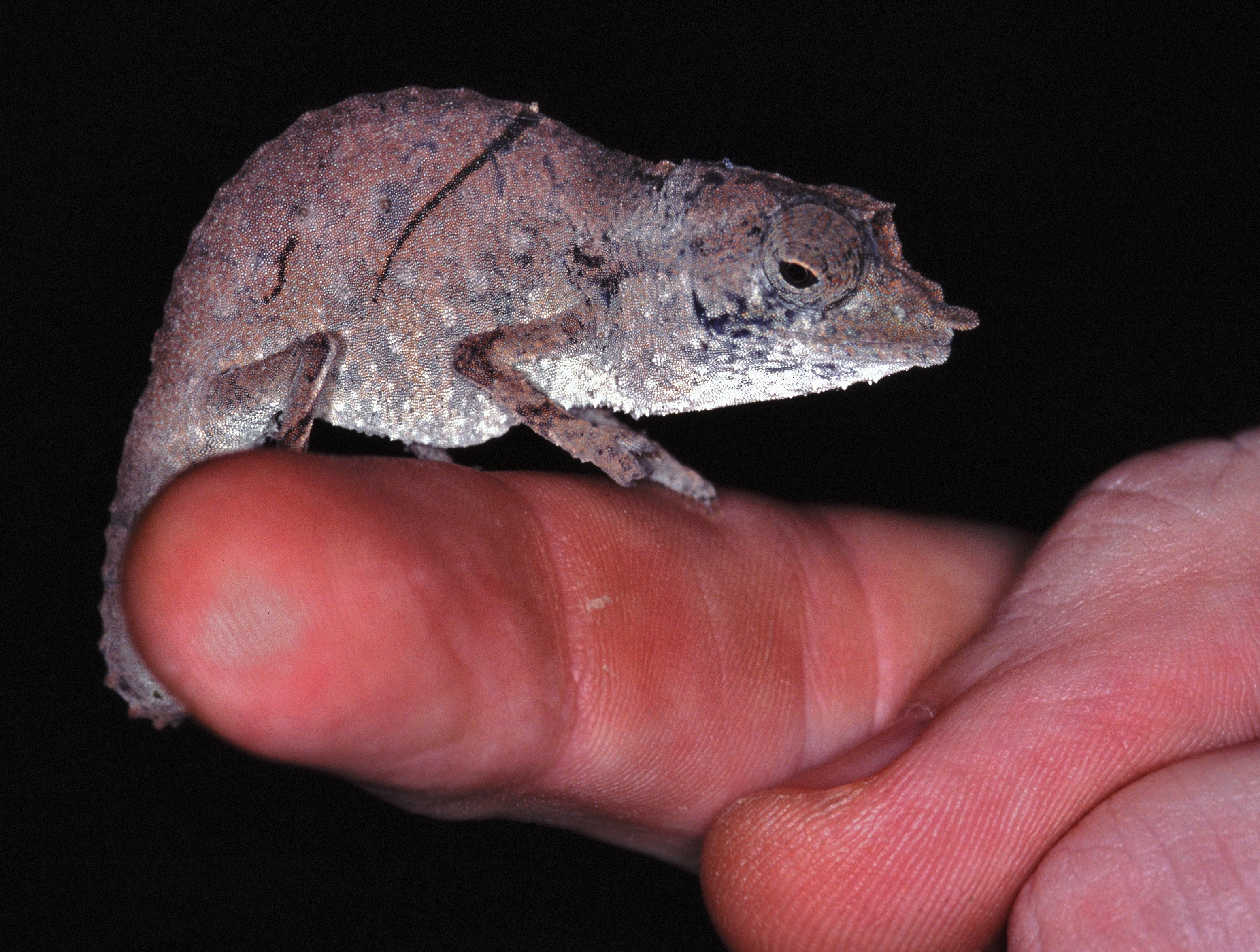
Brokesie listová na prstě

Dospělý jedinec je 7–9 cm dlouhý, z toho 2 cm připadá na ocas. Ten je k poměru k tělu nápadně krátký a téměř neovíjivý, čímž se brokesie listová liší od svých stromových příbuzných. Samec má kořen ocasu silnější než samice. Tělo je zavalité a mohutné, bočně zploštělé. Přilba na hlavě je nízká a plochá, hřbetní hřeben je nevýrazný, tvořený dvěma řadami šupin, hrdelní hřeben zcela chybí. Na těle jsou nepravidelně rozmístěné zvětšené šupiny, které tvoří trny a na nose má brokesie listová malé růžky, které o několik milimetrů přesahují přes jeho okraj. Stejně jako všichni chameleonovití má i tento druh prsty srostlé v klíšťky, na hrudních končetinách srůstají tři vnější a dva vnitřní prsty, na pánevních je tomu naopak. Prsty jsou opatřené dvojklanými drápky. Schopnost barvoměny je omezená, zbarvení je sytě hnědé.

## Výskyt
Vyskytuje se ve tropickém deštném a semiopadavém lese, kde šplhá po bylinách a dřevnatých stoncích v nejnižším patře lesa, a to až do 1900 m n m. Areál rozšíření zahrnuje západní a střední Afriku od východní Nigérie až do Gabonu, pravděpodobně též Středoafrickou republiku a Demokratickou republiku Kongo.

## Rozmnožování
Je to vejcorodý druh, po asi 40 dní trvající březosti snáší samice dvě až pět, ale i 18 vajec. Doba inkubace je 50-55 dní, vylíhlá mláďata jsou ihned samostatná.

## Chov
Brokesii listovou je možno chovat v teráriu o minimálních rozměrech 30x30x30 cm, radši jednotlivě než v párech. Vhodným substrátem je směs písku a rašeliny, pokrytá vrstvou suchého listí. K udržení mikroklimatu je vhodné vysadit do terária živé rostliny, terárium se dále doplní větvemi. Vhodná teplota pro chov je 25-28 °C s nočním poklesem na pokojovou teplotu, s délkou světelného dne 14 hodin. K udržení potřebné vlhkosti vzduchu a k napájení ještěrů je potřeba rosení 2× denně. V zajetí se brokesie listové krmí hmyzem přiměřené velikosti, malými cvrčky, mouchami, či zavíječi voskovými a jejich larvami.